# Echthroplexiella gallarum
Echthroplexiella gallarum är en stekelart som beskrevs av Sugonjaev 1968. Echthroplexiella gallarum ingår i släktet Echthroplexiella och familjen sköldlussteklar.
Artens utbredningsområde är Uzbekistan. Inga underarter finns listade i Catalogue of Life.